# Peter Halkett
Peter Halkett   (1820 - 23 de març de 1885) va ser un lloctinent de la Royal Navy durant la dècada de 1840. Era fill de John Halkett, un director de la Hudson's Bay Company. Peter Halkett es va interessar en l'exploració de l'Àrtic canadenc i en l'expedició de John Franklin anomenada Expedició Coppermine de 1819–1822. Aquesta expedició va tenir molts problemes.
Franklin explorà durant tres anys la costa nord del Canadà. Va cercar endebades el Pas del Nord-oest. Dels 20 membres de la seva expedició la majoria van morir, amb episodis d'antropofàgia i els supervivents van haver de menjar líquens, restes dels animals menjats pels llops i menjar-se les seves mateixes embarcacions. El naturalista de l'expedició, John Richardson va patir hipotèrmia.
Halkett va inventar el 1823 el Cloth-Boat (bot de roba que va ser el primer que es podia inflar), 21 anys abans de la invenció del bot impermeable per part de Charles Macintosh, Era un tipus de bot prou petit, lleuger i resistent per a ser transportat fàcilment.